# Kpané
Kpané (auch Pane) ist eine Stadt und ein Arrondissement im Departement Borgou im westafrikanischen Staat Benin. Es ist eine Verwaltungseinheit, die der Gerichtsbarkeit der Kommune Pèrèrè untersteht.

## Demografie und Verwaltung
Gemäß der Volkszählung 2013 des beninischen Statistikamtes INSAE hatte das Arrondissement 3067 Einwohner, davon waren 1485 männlich und 1582 weiblich.
Von den 61 Dörfern und Quartieren der Kommune Pèrèrè entfallen drei auf Kpané: Bougnérou, Panè-Guéa sowie Tabérou.